# Endymion (gruppo musicale)
Gli Endymion sono un gruppo musicale olandese di Wateringen, composto dai dj Bart Revier, Bas Lint e Jelle Neys. Sono stati uno dei maggiori nomi di spicco della musica Techno Hardcore fino al 2015, anno dove svoltano verso la rawstyle.
Vengono fondati nel 1997 e l'anno successivo vengono scoperti da Ruffneck che li mette sotto contratto nella label Supreme Intelligence, fino al 2001 anno della fondazione (sempre da parte di Ruffneck) di Enzyme Records, che prende il posto della precedente label, dando vita al genere darkcore, assieme al loro collega e amico Nosferatu.
Nel 2013 passano alla Neophyte Records e con la nuova label esce l'EP Make Some Noise e nel 2014 nella stessa esce il full-length Be a voice not an echo, album che a differenza delle produzioni Enzyme, svolta verso sonorità più melodiche e orecchiabilI.
Nello stesso anno rappresentano la musica hardcore nel festival hardstyle Qlimax.
Il 2015 è l'anno della svolta per il trio olandese, abbandonano la musica hardcore per svoltare su sonorità rawstyle, dando vita anche a una loro etichetta discografica, la Nightbreed Records.